# 彭吉肯特
彭吉肯特（塔吉克語：、波斯語：‎），又譯片治肯特、噴赤干，是塔吉克的城市，由索格特州負責管轄，位於該國西部澤拉夫尚河畔，距離撒馬爾罕60公里，始建於公元5世紀，海拔高度900米，2011年人口約80,000。
片治肯特古城遗址位于该市南部，片治肯特机场以东。遗址的时间是公元5世纪至公元8世纪中叶。

## 外部連結
- Panjakent
- Travel tips to visit Penjakent
- OpenStreetMap

39°30′N 67°37′E / 39.500°N 67.617°E